# 內新豐里
內新豐里，是台灣南部自清治時期至日治初期的一個行政區劃，其範圍即今台南市的龍崎區。
內新豐里北邊為保東里、廣儲東里，東邊為外新化南里、羅漢內門里，南邊為崇德東里、崇德西里，西邊為外新豐里。

## 管轄街庄
內新豐里共轄4個庄：
- 今龍崎區境內：番社庄、中坑仔庄、龍船庄、崎頂庄